# Christian Joachim Carstens
Christian Joachim Carstens (* 15. September 1781 in Lübeck; † 21. März 1814 ebenda) war ein deutscher Arzt.

## Leben
Christian Joachim Carstens war der jüngere Sohn des Prokurators am Lübecker Niedergericht Christian Nicolaus Carstens (1736–1819) und Enkel des Hauptpastors und Meno Nicolaus Carstens. Er besuchte das Katharineum zu Lübeck und studierte Humanmedizin an der Universität Jena. Hier wurde er 1803 im Alter von 22 Jahren mit einer Inauguraldissertation über Transfusionen unter dem Vorsitz von Justus Christian Loder zum Dr. med. promoviert. Er kehrte nach Lübeck zurück und wurde städtischer Hebammenlehrer und Armenarzt.
Das von ihm entwickelte Transfusionsinstrument und seine Kenntnisse halfen bei der Versorgung der Verwundeten nach der Schlacht von Lübeck 1806.
Er war Mitglied der Gesellschaft zur Beförderung gemeinnütziger Tätigkeit, wo er populärmedizinische Vorträge hielt, und Mitbegründer des Ärztlichen Vereins zu Lübeck.
1810 stellte er einen von ihm neu entwickelten Gebärstuhl vor.
Eine ähnliche Belastung wie im Jahre 1806 ergab sich für die Lübecker Ärzte im Jahr 1814, als Lübeck die vielen Hamburger aufnahm, die Marschall Davoust aus der Festung Hamburg ausgesperrt hatte. Carstens erkrankte dabei an Lazarettfieber und starb im Alter von 33 Jahren.

## Schriften
- Dissertatio inauguralis medica de sanguinis transfusione. Jena 1803
- Bemerkungen über die Quelle bei Bad Bramstedt. 1809